# Jasmine Villegas
Jasmine Marie Villegas, nota anche come Jasmine V (San Jose, 7 dicembre 1993), è una cantante statunitense.

## Biografia
Nata in California, ha esordito a nove anni come testimonial per la serie televisiva animata Alla ricerca della Valle Incantata. Nei primi anni 2000 appare in diversi spot televisivi. A 11 anni canta  l'inno nazionale statunitense per il club di basket dei Los Angeles Clippers.
Nel 2010 appare nel video del brano Baby di Justin Bieber e sempre nel 2010 pubblica i primi singoli Serious e All These Boys.
Nel 2013 firma un contratto discografico con la Interscope Records.
Nell'agosto 2014 pubblica il singolo That's Me Right There, featuring Kendrick Lamar e nel novembre dello stesso anno pubblica l'EP That's Me Right There.

## Discografia
EP
- 2014 - That's Me Right There